# Sonja Kraushofer
Sonja Kraushofer, née le 6 novembre 1978 à Baden, est une chanteuse autrichienne, et membre des groupes L'Âme Immortelle, Coma Divine et Persephone.

## Biographie
Sonja Kraushofer étudie le chant, la danse et le théâtre  à la Hochschule für Musik und darstellende Kunst de Vienne, où elle obtient un diplôme. À l'âge de 17 ans, elle rejoint le groupe L'Âme Immortelle, avec lequel elle atteint des classements élevés dans les charts et fait des tournées en Allemagne, en Europe et en Russie. Kraushofer passe par exemple dix semaines dans les charts allemands avec le morceau Brennende Liebe (en collaboration avec Oomph!), le single se hisse à la sixième place. 
En outre, elle enregistre avec le groupe Persephone d'autres compositions entre la chanson, le rock acoustique et avant-gardiste. En 2010, elle forme le groupe de rock alternatif Coma Divine, notamment avec le guitariste Ashley Dayour (Whispers in the Shadow). En 2011, ils sortent leur premier album Dead End Circle. En 2024, elle continue de tourner avec L'¨Âme Immortelle.

## Autres activités
Dans d'autres projets, elle participe, aux côtés de Katja Riemann, Mieze, Gitte Hænning et autres, à la mise en musique de poèmes de la poétesse Else Lasker-Schüler. Le morceau Weltende est la 13e piste du support sonore Ich träume so leise von dir. Kraushofer chante également la chanson-titre de l'album Visionen, sur lequel des acteurs comme Christopher Lee, Iris Berben, Ulrich Pleitgen et d'autres reprennent des récits d'Edgar Allan Poe.
Depuis 2005, Sonja Kraushofer est également active en tant que metteur en scène et actrice de théâtre. Au sein de l'ensemble Herzbruchstücke, elle se produit aux côtés de Harald Buresch sur les petites scènes autrichiennes et allemandes.